# To Live Again
To Live Again es el primer álbum en vivo de la banda de heavy metal Tarot. El álbum fue lanzado en Japón por Zero Corporation. Algunas pistas se han lanzado con el próximo álbum.

## Canciones
1. "Children Of The Grave"
2. "Live Hard Die Hard"
3. "Iron Stars"
4. "No Return"
5. "Tears Of Steel"
6. "Breathing Fire"
7. "Midwinter Nights"
8. "Wings Of Darkness"
9. "Rose On The Grave"
10. "Things That Crawl At Night"
11. "Dancing On The Wire"
12. "Lady Deceiver"
13. "The Colour Of Your Blood"
14. "The Chosen"
15. "Kill The King"
16. "Do You Wanna Live Forever"

- Datos: Q3274282